# Jan David Simon, 3. vikomt Simon
Jan David Simon, 3. vikomt Simon (20. července 1940 – 15. srpna 2021) byl britský šlechtic a člen Sněmovny lordů.

## Životopis
Narodil se 20. července 1940. Studoval na Westminster School a School of Navigation na Univerzitě v Southamptonu. Dále byl vzděláván na Sydney Technical College. V roce 1993 se po úmrtí svého otce, Johna Gilberta Simona, 2. vikomta Simona, stal vikomtem. Od 19. května 1994 až do své smrti byl členem Sněmovny lordů. Od roku 2000 byl prezidentem Driving Instructors Association a od roku 2004 též prezidentem GEM Motoring Assist. Byl členem Labouristické strany.
Od roku 1969 byl ženatý s Mary Elizabeth Burnsovou, se kterou byl až do její smrti v roce 2020. Měli spolu jednu dceru, Fionu Elizabeth.
Zemřel 15. srpna 2021 ve věku 81 let. Po jeho smrti vikomství zaniklo, jelikož po sobě nezanechal žádného mužského potomka, ale pouze dceru.
Jeho dědem byl britský státník a právník John Allsebrook Simon.

## Erb
| Erb | Motto              |
| --- | ------------------ |
|     | J'Ai Ainsi Mon Nom |